# Trigonura javensis
Trigonura javensis är en stekelart som beskrevs av T.C. Narendran 1987. Trigonura javensis ingår i släktet Trigonura och familjen bredlårsteklar. Inga underarter finns listade i Catalogue of Life.